# Състезател по крикет прескача градинската порта
„Състезател по крикет прескача градинската порта“ (на английски: Cricketer Jumping Over Garden Gate) е британски късометражен ням филм от 1895 година, заснет от продуцента Робърт Уилям Пол и оператора Бърт Ейкрис.